# 勸修寺晴子
勸修寺晴子（1553年－1620年3月21日）是正親町天皇第五皇子誠仁親王的女房。父親是勸修寺尹豐之子勸修寺晴秀，母親是從三位粟屋元子勸修寺晴豐、萬里小路充房、正親町三條公仲室等的姊妹。兒女有後陽成天皇、空性法親王、良恕法親王、八條宮智仁親王、永邵女王等6男3女。母家的粟屋氏是甲斐源氏安田氏的一族安田義定的子孫，在當時是若狭守護武田氏的最有力家臣，是屬於武家名門的家族。

## 生平
在永祿10年（1567年）以女房身份仕於誠仁親王並稱「阿茶局」，不過誠仁親王並沒有娶正室，實質上是類似妃子的存在。天正14年（1586年）11月，她誕下的後陽成天皇即位天皇，於是成為「國母」並與其他女房有別，在同年11月20日成為准三宮。在慶長5年12月29日（1601年1月23日）因為院號宣下而成為女院並稱新上東門院。在元和6年2月18日死去。享年68歳。墓所在京都泉湧寺的月輪陵域。